# Долазак цара Душана у Дубровник
Долазак цара Душана у Дубровник јесте слика српског сликара Марка Муратa.
Мурат је слику насликао у сали палилулске школе између 1899. године и 1900. године по сопственој иницијативи. Део финансија обезбедио је краљ Милан Обреновић док је преостали део приложио сам сликар.
Тема слике је свечани улазак цара Душана у Дубровник 1350. године. Идеја иза слика била је да пробуди патриотизам у младом краљу и потребу за ослобођењем и уједињењем Јужних Словена. Слика садржи око 70 приказаних ликова а сликар је своје црте лица дао забрађеном носачу балдахина који је на слици приказан са десне стране композиције.
У српској јавности слика је изазвала полемике и контроверзе. Дебату на тему валоризовања Муратовог дела водили су Божидар Николајевић, Симo Матавуљ и Милоје Васић. Николајевић је сматрао да је цар Душан приказан неадекватно за једну енергичну личност која је господарила Балканом. Он је такође критиковао изглед круне цара Душана и употребљени колорит. Симо Матавуљ је реплицирао Николајевићу и стао у одбрану Муратовог дела, наводећи да је користио историјске записе Стојана Новаковића и Иве Војновића те археолошка истраживања Драгутина Милутиновића и Михаила Валтровића. У полемику се надовезао Милоје Васић који је приметио немогућности спајања теме достојне историјског сликарства са модерним сликарским изразима.
Богдан Поповић се у својој критици позитивно изразио о делу.
Слика је излагана на српском павиљону на Светској изложби у Паризу 1900. године, где је доживела позитивну рецепцију а Мурату је додељена бронзана медаља. Након успеха на изложби, престале су негативне критике слике.
Милан Кашанин и Дејан Медаковић примећивали су уравнотежење старијих традиција и академских постулата на делу.
Сматра се да је Долазак цара Душана у Дубровник Муратова најславнија слика.
Слика се пре Првог светског рата налазила у београдском Старом двору. Током окупације је уклоњена одатле и однесена приликом аустроугарског повлачења. Нађена је после рата у Мађарској, готово неоштећена, да би 1922. године била донесена у Нови двор.
Током 2023. године стручни тим Народног Музеја Србије је отпочео конзерваторске радове на слици, за које је најављено да ће трајати годину дана.